# Bundelkhand

Bundelkhands läge i Indien

Bundelkhand (Bandelkand, Bundelkand), "bandelas land", landskap i norra Indien, i Brittiska Indien avgränsat enligt 23° 52' och 26° 26' nordlig bredd samt 77° 53' och 81° 39' östlig längd. 
Det omfattade före den indiska självständigheten 1947 de till Nordvästprovinserna hörande distrikten Hamirpur, Jalaun, Jhansi, Lalitpur och Banda samt 31 vasallstater under indiska furstar i Centralindien. Dessa lydstater omfattade då tillsammans 26 523 km². Landet är i nordöst flackt, eljest kuperat; dalarna omges av tätt skogbevuxna, platåartade ryggar. Av de många floderna är bara Ken segelbar (96 km). Konstbevattning erfordras för jordbruket; mineralrikedomen syns vara stor, bland annat fås där diamanter, järn och koppar. Bandela, efter vilka landskapet är uppkallat, är rajputer och talar ett eget språk. I mitten av 1700-talet underkuvades de av maratherna, med vilkas fall även Bundelkhand tillföll till britterna.